# الحارسة (فلم)
الحارسة (بالإنجليزية: The Doorman) هو فيلم تشويق وإثارة وحركة أُنْتِجَ في الولايات المتحدة وصدر في سنة 2020. من بطولة روبي روز وجان رينو وروبرت إيفانز ولويس مانديلور

## ملخص القصة
تعود آلي من العسكرية إلى مدينة نيويورك وتنشأ علاقة بينها وبين إحدى العائلات، وسرعان ما تقع العائلة ضحية لخطة سرقة من عصابة من اللصوص، لتصبح آلي هي أمل العائلة الوحيد.

## الميزانية والإيرادات
حقق الفيلم إيرادات تقدر بـ 241316 دولار.

## طاقم العمل
- روبي روز بدور آلي
- جان رينو في دور فيكتور دوبوا
- لويس مانديلور في دور مارتينيز
- روبرت إيفانز في دور جون ستانتون
- أكسل هيني في دور بورز
- ديفيد ساكوراي في دور هامر
- فيليب ويتشرش بدور العم بات
- جوليان فيدر بدور ماكس
- هيدياكي إيتو بدور ليو
- جيمي ساترثويت في دور أولسن
- كيلا لورد كاسيدي بدور ليلي ستانتون
- دان كيد بدور فيل ناركوم

## وصلات خارجية
- مقالات تستعمل روابط فنية بلا صلة مع ويكي بيانات